# Мурлин Мурло
«Мурли́н Мурло́» — пьеса Николая Коляды, написанная в 1989 году и много раз поставленная в различных театрах СССР, России и зарубежных стран.

## История создания
Николай Коляда:
Летом 1989 года я написал «Мурлин Мурло», и она была принята к постановке в «Современнике». Позже я поехал в Горький на какой-то семинар драматургов, где «Мурлин Мурло» раздолбали в пух и прах. В то время я больше верил людям и сразу кинулся звонить Волчек: «Галина Борисовна, мне сказали, что пьеса плохая, не ставьте её, пожалуйста! Театр подставите!» Волчек помолчала и сказала: «Коля, успокойся. И запомни: серость всегда завидует талантливым людям».

Пьеса была переведена на немецкий (переводчик Александер Каль), французский (переводчик Лили Дени), английский, сербский и венгерский языки.
Опубликована: Коляда Н. В. «Пьесы для любимого театра». Екатеринбург, «Банк культурной информации», 1994.

## Сюжет
Действие происходит в СССР в конце 80-х годов XX века. Главная героиня Ольга по прозвищу Мурлин Мурло живёт вместе с матерью и пьющей сестрой Инной в маленьком провинциальном городке Шипиловске:
...четыре улицы: Ленина, Свердлова, Красноармейская и Экскаваторная и — всё… И больше ничего! А там за городом — только лес, лес, лес, без конца лес…».
Ольга и Инна мечтают вырваться из провинциальной скуки, из «дурдома»:
Инна (кричит). Заберите меня отсюда! Заберите меня отсюда!!! 

Ольга. Меня! Меня заберите!!! Заберите меня!!! Меня!!! Меня!!! Меня!

Инна. Меня заберите!!! Меня! Заберите меня!!!

Ольга. Меня! Меня! Меня!
Ольга — странная, блаженная: ей мерещится «бог»: «Я как в тёмное место зайду, так мне сразу дядька с бородой является, ага!»
Молодой человек по имени Алексей, приехавший работать на местный «коксохим», снимает у Ольги комнату. Алексей считает себя миссионером, мечтает изменить мир и жизнь людей:
«Нужно все перестроить, переделать, перекроить! И всё встанет на свои места. Я, конечно, буду стараться, сколько хватит сил моих, чтобы все взбудоражить в городе, чтобы началась другая жизнь, иные мысли чтоб возникли в головах людей! Я сделаю, я обязательно сделаю это, у меня хватит сил, у меня много сил, желания!»
Однако столкнувшись с реальностью в лице Михаила, приревновавшего Ольгу к квартиранту, Алексей сбегает из городка.

## Персонажи
- «Мурлин Мурло» (Ольга), 28 лет
- Инна, сестра Ольги, 35 лет
- Алексей, квартирант Ольги, идеалист, 26 лет
- Михаил, местный ухажёр Ольги, 35 лет

## Театральные постановки
- 1990 — Кировский областной театр юного зрителя имени Н. Островского, режиссёр Александр Клоков
- 1990 — театр «Современник», Москва, режиссёр Галина Волчек, в ролях Елена Яковлева (Ольга), Нина Дорошина (Инна), Валерий Шальных (Алексей), Сергей Гармаш (Михаил). На сцене «Современника» и на гастролях спектакль был сыгран 327 раз[3].
- 1992 — Ленинградский театр имени Ленинского комсомола, в ролях О. Онищенко (Ольга), Н. Овсянников (Алексей)
- 2002 (?) — Марийский театр юного зрителя
- 2008 — Волгоградский новый экспериментальный театр, режиссёр Отар Джангишерашвили, в ролях Александра Диденко, Екатерина Мелешникова (Ольга), Оксана Зайцева (Инна), Евгений Тюфяков (Алексей), Сергей Викторов (Михаил)
- 2009 — театр «Современник», режиссёр Сергей Гармаш, в ролях Дарья Белоусова (Ольга), Ульяна Лаптева и Елена Козина (Инна), Шамиль Хаматов (Алексей), Артур Смольянинов (Михаил)

### Постановки в зарубежных театрах
- 1990 — Jungen Theater Casa Nova, Эссен, Германия, режиссёр Галина Волчек
- Германия, театры Киля, Штутгарта и др.
- 1992 — Imago theatre, Девон, Англия под названием «Tchaikowsky Music» и «Marylin Mudrow»
- 1993 — Prairie Theatre Exchange, Виннипег, Канада, режиссёр Игорь Равицкий
- 1996 — Драматический театр, Нови-Сад, Югославия, режиссёр Радослав Миленкович, в ролях Яша Янкова (Ольга), Лидия Стеванович (Инна), Борис Исакович (Алексей)[4]
- театры Словении и Македонии
- 1997 — театр Капошвара